# 오늘부터 시작이야
오늘부터 시작이야(Ca Commence Aujourd'hui, It All Starts Today)는 프랑스에서 제작된 베르트랑 타베르니에 감독의 1999년 드라마 영화이다. 필립 토레톤 등이 주연으로 출연하였고 프레더릭 보부론 등이 제작에 참여하였다.

## 출연

### 주연
- 필립 토레톤
- 마리아 피타레시

### 조연
- 크리스틴 시티
- 엠마누엘 베르코
- 나탈리 베큐